# Mikulin AM-38
Der Mikulin AM-38 war ein V12-Flugmotor, der im sowjetischen Schlachtflugzeug Iljuschin Il-2 zum Einsatz kam. Das Kürzel AM bezieht sich auf seinen Konstrukteur Alexander Mikulin.

## Entwicklung
Zusammen mit dem Klimow M-105 und dem Schwezow ASch-82 war der Mikulin AM-38 einer der drei wichtigsten Motorentypen der Sowjetunion im Zweiten Weltkrieg. Der AM-38 basierte auf dem Modell AM-35, welcher bei der MiG-1, MiG-3 und der Petljakow Pe-8 verwendet wurde. Der AM-38 hatte eine etwas geringere Verdichtung und eine verstärkte Kurbelwelle und der Lader war speziell auf den Einsatz in niedriger Höhe ausgelegt. Varianten waren nur der AM-38F mit erhöhter Kurzzeitleistung, dieser wurde zum AM-42 mit 2000 PS (1490 kW) für den Il-2-Nachfolger Il-10 weiterentwickelt.

## Technische Daten AM-38F
- wassergekühlter V12-Motor
- Bohrung: 160 mm
- Hub: 190 mm
- Hubraum: 46,66 l
- Länge: 2050 mm
- Breite: 860 mm
- Höhe: 1082 mm
- Trockengewicht: 880 kg
- Leistung: max. 1700 PS (1270 kW) bei 2350/min